# Ruth Becker
Ruth Elizabeth Becker (Guntur, 28 de outubro de 1899 – Santa Bárbara, Califórnia, 6 de julho de 1990) foi uma das últimas sobreviventes do naufrágio do RMS Titanic em 15 de abril de 1912.

## Início da vida
Becker nasceu em 28 de outubro de 1899 em Guntur, Índia, filha do missionário luterano Allen Oliver Becker e sua esposa, Nelllie E. Baumgardner Becker. Um irmão mais novo, Lutero, nasceu em Lima, Ohio, em março de 1905, mas morreu em 7 de fevereiro de 1907 em Guntur, pouco antes do segundo aniversário. Em dezembro de 1907, Nellie deu à luz uma segunda filha, Marion. Um filho, Richard, nasceu em junho de 1910 em Kodaikanal.
No início de 1912, Richard contraiu uma doença na Índia, e Nellie decidiu levá-lo a Benton Harbor, Michigan, em busca de tratamento para ele.

## A bordo doTitanic
O irmão de Ruth havia contraído uma doença na Índia, e Nellie decidiu ir para os Estados Unidos com ele, Ruth e sua irmã mais nova, deixando seu pai para trás. Elas embarcaram no navio City of Benares para uma viagem à Inglaterra, que deixou Madras com destino a Londres. Ruth embarcou no Titanic junto com Nellie, Marion e Richard como passageiros de segunda classe em 10 de abril de 1912 em Southampton, Inglaterra. Pouco depois da colisão do navio com o iceberg às 11h40m do dia 14 de abril, ela lembrou o que um mordomo disse a sua mãe: "Tivemos um pequeno acidente. Eles irão consertá-lo e logo prosseguiremos a viagem." Percebendo que o navio estava seriamente danificado, Nellie levou seus filhos ao convés, mas pediu a Ruth que voltasse a cabine para pegar alguns cobertores.
O sexto oficial James Moody carregou Marion e Richard no bote salva-vidas Nº 11, mas não permitiu a entrada de Nellie. Foi só depois de implorar com um mordomo que ele finalmente consentiu, mas Ruth não foi admitida no bote. Nellie gritou para ela embarcar em outro bote salva-vidas. O bote Nº 11 foi um dos poucos que estava sobrecarregado. Mais tarde, ela foi colocada no bote salva-vidas Nº 13 pelo oficial Moody.
Nellie, Ruth, Marion e Richard foram resgatados pelo navio de resgate RMS Carpathia. Eles chegaram em Nova Iorque em 18 de abril. Logo após sua chegada, eles embarcaram em um trem para Benton Harbor, Michigan. Allen terminou seu trabalho missionário na Índia e se juntou a elas em 1913.

## Vida posterior
Nos anos posteriores, Becker se recusou a falar sobre suas experiências a bordo do Titanic e seus próprios filhos, quando jovens, não sabiam que ela esteve a bordo do navio. Depois que ela se aposentou e mudou-se para Santa Barbara, Califórnia, ela passou a falar mais sobre o Titanic abertamente.
Em 1982, Becker se juntou com outros sobreviventes em uma convenção do Titanic Historical Society em Filadélfia, Pensilvânia, comemorando o 70º aniversário do naufrágio. Ela participou de mais duas convenções em 1987 e 1988. Em março de 1990, ela fez sua primeira viagem marítima desde 1912, ao andar de cruzeiro no México.

## Morte
Becker morreu em 6 de julho de 1990 em Santa Bárbara aos 90 anos. Ela foi cremada e, em 16 de abril de 1994, suas cinzas foram espalhadas pelo local exato onde o Titanic afundou oitenta e dois anos antes. Frank Goldsmith e o quarto oficial Joseph Boxhall também tiveram suas cinzas espalhadas por lá.